# El Chorro
El Chorro är en ort i Spanien.   Den ligger i provinsen Provincia de Málaga och regionen Andalusien, i den södra delen av landet, 400 km söder om huvudstaden Madrid. El Chorro ligger 291 meter över havet och antalet invånare är 242.
Terrängen runt El Chorro är huvudsakligen kuperad, men åt sydost är den platt.Runt El Chorro är det ganska tätbefolkat, med 72 invånare per kvadratkilometer. Närmaste större samhälle är Alora, 10,5 km söder om El Chorro. 